# Ursula Knab
Ursula »Ulla« Knab-Schlicksupp, nemška atletinja, * 22. november 1929, Heidelberg, Weimarska republika, † 23. maj 1989, Karlsruhe, Zahodna Nemčija.
Nastopila je na poletnih olimpijskih igrah leta 1952 ter osvojila naslov olimpijske podprvakinje v štafeti 4x100 m, v teku na 200 m se je uvrstila v polfinale. Ob olimpijskem nastopu je z nemško reprezentanco izenačila svetovni rekord v štafeti 4 x 100 m s časom 45,9 s, kolikor je tekla tudi zmagovalna ameriška štafeta.